# Jasmine (sumikaの曲)
『Jasmine』（ジャスミン）は、日本のバンド・sumikaの楽曲。デジタルシングルとして2021年7月30日に発売された。表題曲はフジテレビ系の情報番組「バイキングMORE」のテーマソングとして書き下ろされた楽曲。

## 概要
- シングルとしては『Shake & Shake/ナイトウォーカー』以来約2か月ぶり、配信シングルとしては『絶叫セレナーデ/唯風と太陽』以来約1年ぶりのリリースとなる[注釈 1]。
- メンバーが出演するラジオ番組『SCHOOL OF LOCK!』（TOKYO FM）内のコーナー「sumika LOCKS!」にて初オンエアされた[4]。
- 前述のタイアップ先である『バイキングMORE』内で流れているバージョンと配信されたバージョンが異なる[注釈 2]ため、番組内では『Jasmine 〜バイキングMORE ver.』と紹介されていた。

## 収録内容
| 全作詞・作曲: 片岡健太、全編曲: sumika、村上基。 |             |          |            |      |
| #                                                | タイトル    | 作詞     | 作曲・編曲 | 時間 |
| 1.                                               | 「Jasmine」 | 片岡健太 | 片岡健太   | 3:48 |
| 合計時間:                                        | 合計時間:   | 3:48     |            |      |

## 演奏
- 片岡健太：Vocal,Acoustic guitar
- 荒井智之：Drums
- 黒田隼之介：Electric guitar
- 小川貴之：Piano,Chorus
- 須藤優：Bass
- 村上基：Trumpet
- 赤塚謙一：Trumpet
- ジェントル久保田：Trombone
- 後関好宏：Sax
- 泉本弘美：Sax
- 桑迫陽一：Percussion

## 企画
- リリース前日の2021年7月29日の23時よりファンクラブ「ATTiC ROOM」内のラジオ企画『Radio Sofa』の生配信が実施され、片岡が出演し、「誰にも言えない、誰かに言いたい夏の話」をテーマに生配信ラジオを実施した。リリース直前にメンバー4人が集結し、24時過ぎに同楽曲の解禁を行なった。
- リリースの際に作成された特設サイトにて、視聴やDL購入等の条件を満たすことで限定ポンチョが当たる抽選会を実施していた。